# Großräschen
Großräschen (em baixo sorábio: Rań) é um município da Alemanha, situado no distrito de Oberspreewald-Lausitz, no estado de Brandemburgo. Tem 81,29 km² de área, e sua população em 2019 foi estimada em 8.471 habitantes.